# Okręg Dorneck
Dorneck (niem. Bezirk Dorneck) – okręg w Szwajcarii, w kantonie Solura, w jednostce administracyjnej (Amtei) Dorneck-Thierstein. Siedziba okręgu znajduje się w miejscowości Dornach.  
Okręg składa się z jedenastu gmin (Gemeinde) o powierzchni 74,70 km² i o liczbie mieszkańców 20 897.

## Gminy
1. Bättwil
2. Büren
3. Dornach
4. Gempen
5. Hochwald
6. Hofstetten-Flüh
7. Metzerlen-Mariastein
8. Nuglar-St. Pantaleon
9. Rodersdorf
10. Seewen
11. Witterswil